# Lectina de unión a manosa
La lectina de unión a manosa, también conocida como MBL, por las iniciales en inglés de  mannose-binding lectin, es una proteína que pertenece al grupo de las colectinas, un subgrupo de lectinas. Es producida por el hígado y juega un importante papel en el sistema inmunitario innato de los mamíferos. Se une a azúcares específicos situados en las membranas de numerosos microorganismos, favoreciendo su destrucción por fagocitosis. La deficiencia congénita de está proteína conduce a infecciones repetidas, sobre todo del aparato respiratorio.

## Genes
El gen humano de la lectina de unión a manosa (MBL2) está localizado en el brazo largo del cromosoma 10 (10q11.2-q21).

## Estructura
La lectina de unión a manosa está formada por una cadena polipeptídica que consta de 4 regiones: 
- Región N- terminal de 20-21 aminoácidos ricos en cisteína.
- Región alargada formada por la repetición de unidades.
- Región flexible con estructura de alfa-hélice.
- Región C terminal de reconocimiento de carbohidratos.